# Voda (Hvězdná brána: Hluboký vesmír)
Voda (v anglickém originále Water) je šestá epizoda 1. řady americko-kanadského sci-fi seriálu Hvězdná brána: Hluboký vesmír.

## Popis děje
Posádka Destiny se začíná potýkat s obrovským úbytkem vody. Plukovník Young nechá postavit hlídku u místnosti s vodními nádržemi.
Destiny přechází na podsvětelnou rychlost v blízkosti tří planet. Jedna z nich je pokryta ledem, ale má nedýchatelnou atmosféru. Plukovník Young a poručík Scott se vydají na planetu, aby na loď přinesli led a doplnili tak zásoby vody.
Young a Scott objeví na planetě místo, kde je dostatek ledu neobsahující jedovaté látky. Pomocí vznášedla, které vymyslel Eli Wallace, přepravují led na loď.
Na Destiny se zatím objevili malí broučci (viz "rotující mrak" v třetí části epizody Vzduch), kteří jsou i hlavní příčinou úbytku vody. Posádka se snaží vymyslet plán jak se brouků zbavit. Rozhodnou se zahnat brouky do jedné uzavřené místnosti. Plán se podaří, avšak broučci začínají být agresivní.
Na planetě zatím dojde k otřesu a poručík Scott se propadne. S pomocí Younga se mu podaří dostat ven. Posádka na Destiny vymyslí plán jak se broučků zbavit navždy. Pomocí vody je nalákají do sudu, který hodí na planetu. Young se Scottem se vrací na loď. Destiny pokračuje v cestě nadsvětelnou rychlostí.